# Pardosa sutherlandi
Pardosa sutherlandi este o specie de păianjeni din genul Pardosa, familia Lycosidae. A fost descrisă pentru prima dată de Gravely în anul 1924. Conform Catalogue of Life specia Pardosa sutherlandi nu are subspecii cunoscute.